# Georges Thierry d'Argenlieu
Georges Thierry d'Argenlieu (redovno ime Louis de la Trinité), francoski admiral, politik in bosonogi karmeličan, * 7. avgust 1889, Brest, Francija, † 7. september 1964, Brest.

## Življenjepis
Po končani prvi svetovni vojni je leta 1920 izstopil iz francoske vojne mornarice in vstopil v red bosonogih karmeličanov. Znotraj redu se je nato povzpel do položaja provincialnega predstojnika redu v Franciji.
Leta 1939 je bil aktiviran v vojaško službo. Po francoski kapitulaciji je bil sprva zajet, a je uspel pobegnil v Združeno kraljestvo, kjer se je pridružil de Gaullu. Sprva je deloval kot vojaški kaplan pri Svobodnih francoskih silah, a je bil nato reaktiviran kot bojni častnik z izrednim dovoljenjem redovnih predstojnikov.
Leta 1958 se je upokojil iz vojaške službe ter se vrnil nazaj v samostan.